# Dominique Rabard
Dominique Rabard, né à Tarbes en 1761  et mort le 19 septembre 1793 en Vendée, est un homme d'Église français.

## Biographie
Il est attaché en 1791 au collège de la Flèche, avec Noël-Gabriel-Luce Villar, qui l'attire près de lui. Prêtre de la doctrine chrétienne, il devient vicaire épiscopal de la Mayenne après l'élection de Villar comme évêque constitutionnel de la Mayenne. Il est mis à la tête du collège de Laval en 1791. 
Principal du collège de Laval, il publie un Prospectus. On y voit que les objets de renseignement sont : Les principes d'une saine morale, l explication des lois de la république, les langues, l'histoire, les mathématiques, l'éloquence et la poésie.
Avec Joseph Laban, il est l'un des fondateurs du journal qui paraissait chez l'imprimeur Michel Faur, sous le titre de Patriote, puis plus tard de Sans-Culotte du département de la Mayenne en 1793. Pendant l'absence de Villar, plusieurs cures s'étaient adressées au citoyen Rabard pour obtenir de lui, en sa qualité de vicaire épiscopal, quelques éclaircissements sur la loi qui ôtait l'état civil au clergé. Il leur adresse une réponse collective qu'il leur adressa par la voie de son journal du 8 décembre 1792.
Rabard et Philippe Séguela, quoique confrères dans le conseil épiscopal et au collège de Laval, étaient fort divisés d'opinions politiques; le premier était du parti de la Montagne, l'autre de celui des Girondins. Ils s'attaquaient souvent au club, avec aigreur, et en ennemis déclarés.
Il rejoint le collège de Château-Gontier le 24 avril 1793. Il est marié à Thérèse Pennard, et accepte le poste de directeur. Quatre Lavallois le suivent, avec René Homo, maire de Château-Gontier et maître d'écriture. Il cherche à passer ses idées : transfert du collège aux Ursulines de Château-Gontier, programmes scolaires fondés sur les sciences, le civisme et des exercices militaires. Mobilisé avec le bataillon populaire de Château-Gontier, il part en Vendée où il est tué le 19 septembre 1793.